# Oussama Idrissi
Oussama Idrissi, född 26 februari 1996, är en nederländsk-marockansk fotbollsspelare som spelar för Pachuca.

## Klubbkarriär
Den 17 januari 2018 värvades Idrissi av AZ Alkmaar, där han skrev på ett 4,5-årskontrakt. Den 5 oktober 2020 värvades Idrissi av spanska Sevilla, där han skrev på ett femårskontrakt. Den 31 januari 2021 lånades Idrissi ut till Ajax på ett låneavtal över resten av säsongen 2020/2021.
Den 20 januari 2022 lånades Idrissi ut till spanska Cádiz på ett låneavtal över resten av säsongen 2021/2022. Den 27 juli 2022 lånades han ut till Feyenoord på ett säsongslån.
I september 2023 värvades Idrissi av mexikanska Pachuca.

## Landslagskarriär
Idrissi debuterade för Marockos landslag den 22 mars 2019 i en 0–0-match mot Malawi. Han var uttagen i Marockos trupp vid Afrikanska mästerskapet 2019.